# Conservatoire à rayonnement régional de Bordeaux
 (mars 2023).
Le Conservatoire de Bordeaux Jacques-Thibaud est un établissement d'enseignement artistique agréé et contrôlé par l'État (direction générale de la Création artistique du ministère de la Culture) représenté par la direction régionale des Affaires culturelles, classé conservatoire à rayonnement régional et situé à Bordeaux (Gironde, France). Il propose trois spécialités : musique, théâtre et danse.

## Historique

### Origines
Le projet d'un conservatoire de musique est proposé le 29 mai 1821 au conseil municipal, sans qu'il y soit donné suite. Il est repris en 1835 par un musicien de l'orchestre du Grand Théâtre, Ryckmans, qui prévoit la gratuité pour les enfants de familles modestes. Sont également projetés des concerts mensuels permettant de faire ressortir le talent des artistes de la ville de Bordeaux. 
Il faudra cependant attendre 1852 pour voir la création d'une école gratuite de musique avec soixante élèves en solfège et en chant. Entretemps, Charles de Mézeray, alors premier chef d'orchestre du Grand Théâtre, suivi par soixante-quatre musiciens de l'orchestre de la ville, crée la société philanthropique de Sainte-Cécile, puis une école de musique en 1850. Déjà sont organisés des concours de fin d'année et des manifestations musicales offertes par les membres de la société Sainte-Cécile. 
L'école est transférée en 1856 dans un local plus vaste rue de Montméjean. L’année suivante est organisé un tournoi national d’orphéon à Bordeaux. Camille Saint-Saëns est nommé membre honoraire de la société Sainte-Cécile et fait partie du jury du tournoi. En 1873, la société Sainte-Cécile est reconnue d'utilité publique par Adolphe Thiers. S’ensuit la création des concerts populaires. Dans les années 1880, la société Sainte-Cécile déménage de la rue des Trois-Conils au 124 rue de la Trésorie (qui prendra le nom de rue Albert Barraud en 1946). 
Pendant la Première Guerre mondiale, la société Sainte-Cécile poursuit difficilement son œuvre pédagogique. Elle résiste à son annexion par l’État avant de devenir, le 11 avril 1920, conservatoire municipal. Le violoniste virtuose Gaston Poulet assure la direction du conservatoire entre 1932 et 1948. Il donne une vive impulsion à la vie musicale, tant au conservatoire qu’aux diverses manifestations musicales bordelaises. 
En 1968, le conservatoire adopte les statuts d'école nationale de musique. Quatre-vingt-deux professeurs enseignent la musique, la danse et le théâtre à mille huit cents élèves.

### Création du conservatoire national de région et installation au centre André-Malraux
La transformation du conservatoire de musique, d'art dramatique et de danse en conservatoire national de région en 1972 permet, avec l'aide de l'État, d'envisager de quitter les locaux exigus de la rue Albert Barraud. Un concours d’architecture pour de nouveaux locaux est lancé. C’est une équipe bordelaise, l’agence Perrier et Mothes qui est retenue. 
Les nouveaux locaux conjuguent les spécificités nécessaires à la fois à la musique, à la danse et au théâtre. La façade ouvrant désormais sur les quais nouvellement aménagés, il intègre à l'arrière de manière originale une construction contemporaine traitée en terrasses dans un ensemble composé de l'église romane de l'abbatiale Sainte-Croix et de l'école des beaux-arts installée dans le bâtiment de l'abbaye édifié au XVIIe siècle. La jonction est réalisée par un théâtre de plein air.
Le nouveau bâtiment, de 18 000 mètres carrés répartis sur trois niveaux accueille les différents départements pédagogiques, avec quarante-cinq salles d'enseignement, quarante-sept studios de travail, une salle d'orgue et quelques salles permettant à un public restreint d'assister aux examens de fin d'année.
En 1989, le compositeur et chef d'orchestre Michel Fusté-Lambezat, nouveau directeur du conservatoire, va donner une impulsion nouvelle aux ensembles de musique de chambre ou chorale et aux orchestres qu'il portera au nombre de quatre. Il fait entrer la musique contemporaine dans les programmes pédagogiques et les concerts, contribuant au développement de la classe de composition musicale, véritable école de créateurs régionaux.

### Évolution des enseignements
En 1858, sont créées les classes de violoncelle et de violon. Hippolyte Beaudoin aura comme élèves Charles Lamoureux et Édouard Colonne. Les classes de clarinette et piano sont créées en 1862 et 1863. La classe d'orgue harmonium est créée en 1866. En 1877, est fondée une école gratuite d'harmonie s'adressant à un public populaire qui réunit 250 élèves. En 1888, sont créées les classes de cuivres et de bois. En 1896, la classe de déclamation dramatique est créée. En 1903, deux nouvelles classes de violon sont ouvertes et l'on crée la classe de harpe.
Sous la direction de Jacques Pernoo, le conservatoire se dote de nouvelles classes d’écriture ou sont enseignés l'harmonie, le contrepoint, la fugue et la composition.
À partir des années 1980, le conservatoire s’enrichit régulièrement de nouvelles classes (danse contemporaine, ondes Martenot, clavecin, départements de musiques baroque et électroacoustique, jazz, musiques actuelles…), qui correspondent aux besoins de son époque.

### Liste des directeurs successifs
- Lancelin
- Varney (1866-1878)
- Portéhaut (1878-1883)
- Henri Gobert (1883-1891)
- Gustave Leloug (1891-1896)
- Jules Pennequin (1896-1914)
- Bernard Crocé-Spinelli (1914-1932)
- Aristide Martz (interim en 1932)
- Gaston Poulet (1932-1948)
- Georges Carrère (1948-1968)
- Jacques Pernoo (1968-1989)
- Michel Fusté-Lambezat (1989-2000)
- Jean-Luc Portelli (2000-2020)
- Maxime Leschiera (2020-…)

## Enseignements
En 2022, le Conservatoire Jacques-Thibaud délivre des enseignements dans les disciplines suivantes :
| Départements pédagogiques             | Disciplines |
| Arts de la scène                      | Arts de la scène |
| ------------------------------------- | --- |
| Voix                                  | chant lyrique et chœurs |
| Danse                                 | danse classique, danse contemporaine et danse jazz |
| Théâtre                               | interprétation |
| Musiques                              | |
| Bois                                  | flûte, hautbois, clarinette, basson allemand, saxophone |
| Cordes                                | violon, alto, violoncelle, contrebasse |
| Cuivres                               | trompette, cor, trombone, tuba |
| Créations                             | composition instrumentale, composition électroacoustique, composition mixte, musiques électroniques, écriture musicale, atelier d'interprétation et d'expérimentation musicale (AIEM), direction de chœurs, direction d'orchestre, analyse musicale |
| Formation musicale et chant choral    | formation musicale et chant choral |
| Instruments anciens                   | flûte à bec, basson baroque, hautbois baroque, viole de gambe, violoncelle baroque, violon baroque, trompette naturelle, clavecin, basse continue, luth                                                                                             |
| Instruments polyphoniques             | accordéon, guitare, harpe, orgue, percussions |
| Musiques actuelles amplifiées et Jazz | batterie, chant, contrebasse, guitare basse, guitare, piano, saxophone, autres bois, trompette, atelier Jazz et MAA, formation musicale, arrangement, culture                                                                                       |
| Piano et accompagnement instrumental  | piano, accompagnement instrumental |
| Premiers Pas                          | Dispositif à destination des enfants inscrits en CP ou en CE1 souhaitant entrer dans une démarche d’apprentissage musical |
| Pratiques musicales collectives       | Orphéon, Opus, Prélude... Ensembles et orchestres Musique de chambre |
| Pratiques musicales adultes           | pratiques musicales adultes |

En tant que CRR, le conservatoire de Bordeaux peut délivrer un certificat d'études musicales et un diplôme d'études musicales correspondant à la fin du cycle spécialisé.

## Organisation

### Direction
Elle est assurée par Maxime Leschiera depuis janvier 2020. Elle est composée de trois directions adjointes : Musiques, Arts de la scène et Administration.

### Locaux
Le conservatoire dispose d'un « centre de ressources », à la fois pour les besoins de l'enseignement artistique et de la recherche, c’est un lieu d'information, de prêt et de consultation de documents pour des publics internes et externes au conservatoire.
Il dispose de trois salles :
- la bibliothèque regroupant livres, encyclopédies et partitions,
- le Centre européen de saxophone, rare collection consacrée au saxophone dans le monde,
- la discothèque, équipée pour l’écoute de documents sonores.

### Financement
Outre la participation de l’État, représenté par la direction régionale des affaires culturelles (DRAC), le conservatoire est financé par la ville de Bordeaux.

## Partenariats
Le conservatoire, en partenariat avec l'Éducation nationale, s'inscrit dans un cycle de classes à horaires aménagés dans le domaine de la musique et de la danse (CHAM et CHAD) et rassemble des élèves de l'école élémentaire André-Meunier, des collèges Aliénor-d'Aquitaineet Jacques Ellul, du lycée Camille-Jullian (baccalauréat techniques de la musique et de la danse S2TMD), des lycées Brémontier et Gustave-Eiffel de Bordeaux pour des aménagements d'horaires.
Dans le cadre des Scènes publiques, le conservatoire tisse des liens avec de nombreux partenaires culturels bordelais, métropolitains, départementaux et régionaux. Par ailleurs, pour certaines actions ponctuelles, le conservatoire met en place des relations internationales. 
Depuis 2015, le conservatoire s'est engagé dans une démarche de développement du mécénat. Ce dernier permet de dégager de nouvelles ressources au bénéfice des projets d'intérêt général portés par le Conservatoire de Bordeaux pour la Ville de Bordeaux. Les entreprises et les particuliers sont ainsi invités à participer aux projets de l'établissement à travers l'acte de don.

## Anciens élèves notoires

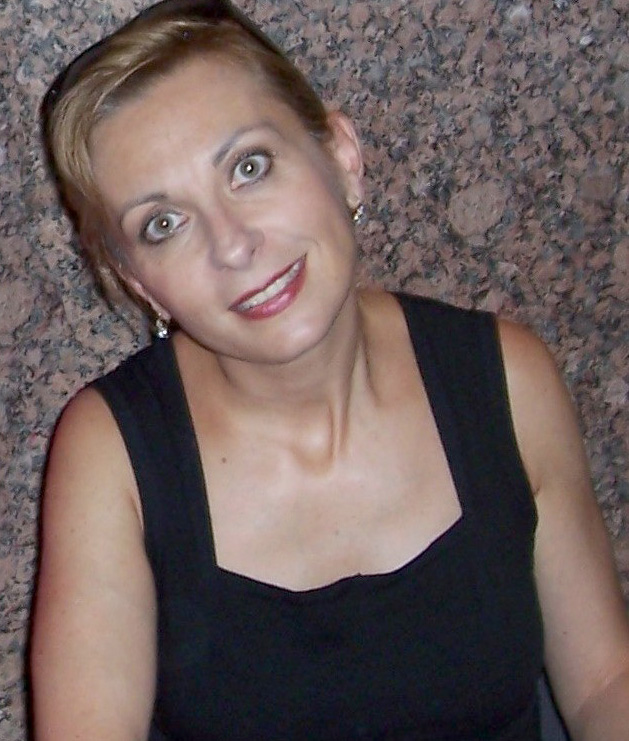
Natalie Dessay

- Thierry Alla, composition
- Natalie Dessay, soprano
- Mark Engebretson, saxophone
- Pascale Jakubowski, compositrice
- Trent Kynaston, saxophone
- Christian Lauba, composition
- Marcel Merkès, chant
- Jérémie Mazenq, ingénieur du son
- Thibault Cauvin, guitare
- Sarah Nemtanu, violon